# 100 mètres papillon masculin aux championnats du monde de natation 2024
Cet article traite de l'épreuve masculine. Pour la compétition féminine, voir 100 mètres papillon féminin aux championnats du monde de natation 2024.
Le 100 mètres papillon masculin est une épreuve de natation sportive des championnats du monde de natation 2024. Elle a lieu les 16 et 17 février 2024 à Doha au Qatar.

## Records
Avant cette compétition, les records dans cette discipline étaient :
| Record du monde       | 49 s 45 | Caeleb Dressel | 31 juillet 2021 | Tokyo, Japon          |
| Record du championnat | 49 s 50 | Caeleb Dressel | 26 juillet 2019 | Gwangju, Corée du Sud |

## Résultats détaillés
Les 16 meilleurs temps se qualifient pour les demi-finales (Q), puis les 8 meilleurs demi-finalistes passent en finale (F).

### Séries
| Rang | Série | Ligne | Nageur               | Pays                      | Temps        | Commentaire  |
| ---- | ----- | ----- | -------------------- | ------------------------- | ------------ | ------------ |
| 1    | 8     | 5     | Simon Bucher         | Autriche                  | 51.42        | Q            |
| 2    | 6     | 4     | Katsuhiro Matsumoto  | Japon                     | 51.60        | Q            |
| 3    | 8     | 4     | Nyls Korstanje       | Pays-Bas                  | 51.70        | Q            |
| 4    | 7     | 6     | Adilbek Mussin       | Kazakhstan                | 51.75        | Q            |
| 5    | 8     | 3     | Diogo Ribeiro        | Portugal                  | 51.78        | Q            |
| 6    | 6     | 3     | Zach Harting         | États-Unis                | 51.94        | Q            |
| 7    | 6     | 5     | Jakub Majerski       | Pologne                   | 51.96        | Q            |
| = 8  | 7     | 5     | Chad le Clos         | Afrique du Sud            | 52.04        | Q            |
| = 8  | 8     | 7     | Finlay Knox          | Canada                    | 52.04        | Q            |
| 10   | 7     | 3     | Josif Miladinov      | Bulgarie                  | 52.10        | Q            |
| 11   | 6     | 2     | Mario Molla          | Espagne                   | 52.12        | Q            |
| 12   | 7     | 4     | Shaine Casas         | États-Unis                | 52.21        | Q            |
| 13   | 6     | 6     | Adrian Jaśkiewicz    | Pologne                   | 52.31        | Q            |
| 14   | 7     | 2     | Matheus Gonche       | Brésil                    | 52.44        | Q            |
| 15   | 7     | 7     | Gianmarco Sansone    | Italie                    | 52.46        | Q            |
| = 16 | 8     | 6     | Matthew Sates        | Afrique du Sud            | 52.52        | ?            |
| = 16 | 8     | 9     | Max McCusker         | Irlande                   | 52.52        | ?            |
| 18   | 8     | 8     | Teong Tzen Wei       | Singapour                 | 52.62        |              |
| 19   | 5     | 4     | David Arias          | Colombie                  | 52.72        |              |
| 20   | 6     | 1     | Daniel Gracík        | Tchéquie                  | 52.77        |              |
| 21   | 7     | 9     | Bryan Leong          | Malaisie                  | 52.78        |              |
| 22   | 5     | 9     | Đurđe Matić          | Serbie                    | 52.81        |              |
| 23   | 6     | 7     | Eldor Usmonov        | Ouzbékistan               | 52.83        |              |
| 24   | 6     | 0     | Jorge Otaiza         | Venezuela                 | 53.10        |              |
| 24   | 8     | 0     | Wang Xizhe           | Chine                     | 53.10        |              |
| 26   | 6     | 9     | Navaphat Wongcharoen | Thaïlande                 | 53.27        |              |
| 27   | 5     | 2     | Abdalla Nasr         | Égypte                    | 53.31        |              |
| 28   | 5     | 8     | Mehrshad Afghari     | Iran                      | 53.32        |              |
| 29   | 5     | 3     | Denys Kesil          | Ukraine                   | 53.57        |              |
| 30   | 8     | 1     | Jorge Iga            | Mexique                   | 53.58        |              |
| 31   | 5     | 1     | Diego Balbi          | Pérou                     | 53.62        |              |
| 32   | 7     | 0     | Jarod Hatch          | Philippines               | 53.75        |              |
| 33   | 4     | 6     | Benjamin Schnapp     | Chili                     | 53.77        |              |
| 34   | 5     | 5     | Jaouad Syoud         | Algérie                   | 53.96        |              |
| 35   | 5     | 6     | Joe Kurniawan        | Indonésie                 | 53.97        |              |
| 36   | 4     | 7     | Artur Barseghyan     | Arménie                   | 54.22        |              |
| 37   | 4     | 4     | Steven Aimable       | Sénégal                   | 54.23        |              |
| 38   | 5     | 0     | Abeiku Jackson       | Ghana                     | 54.28        |              |
| 39   | 4     | 5     | Jesse Ssengonzi      | Ouganda                   | 54.48        |              |
| 40   | 4     | 2     | Nika Tchitchiashvili | Géorgie                   | 54.71        |              |
| 41   | 4     | 1     | Josh Kirlew          | Jamaïque                  | 54.75        |              |
| 42   | 4     | 9     | Ramil Valizade       | Azerbaïdjan               | 54.88        |              |
| 43   | 4     | 3     | Tibor Tistan         | Slovaquie                 | 55.27        |              |
| 44   | 6     | 8     | Yang Jae-hoon        | Corée du Sud              | 55.39        |              |
| 45   | 1     | 3     | Leo Nolles           | Uruguay                   | 55.86        |              |
| 45   | 3     | 4     | Jayhan Odlum-Smith   | Sainte-Lucie              | 55.86        |              |
| 47   | 3     | 2     | Raekwon Noel         | Guyana                    | 56.24        |              |
| 48   | 4     | 8     | Esteban Nuñez        | Bolivie                   | 56.68        |              |
| 49   | 3     | 6     | Clinton Opute        | Nigeria                   | 56.95        |              |
| 50   | 3     | 3     | Zackary Gresham      | Grenade                   | 57.26        |              |
| 51   | 3     | 5     | Marvin Johnson       | Bahamas                   | 57.29        |              |
| 52   | 3     | 8     | Lam Chi Chong        | Macao                     | 57.39        |              |
| 53   | 2     | 1     | Mohammad Al-Otaibi   | Koweït                    | 58.47        |              |
| 54   | 3     | 1     | Jeno Heyns           | Suriname                  | 58.51        |              |
| 55   | 3     | 9     | Mohamad Masoud       |                           | 58.61        |              |
| 56   | 2     | 5     | Finau Ohuafi         | Tonga                     | 58.62        |              |
| 57   | 3     | 0     | Paolo Priska         | Albanie                   | 59.01        |              |
| 57   | 3     | 7     | James Hendrix        | Guam                      | 59.01        |              |
| 59   | 2     | 3     | Kokoro Frost         | Samoa                     | 59.75        |              |
| 60   | 2     | 4     | Hasan Al-Zinkee      | Irak                      | 59.77        |              |
| 61   | 2     | 2     | Thomas Chen          | Papouasie-Nouvelle-Guinée | 1:00.66      |              |
| 62   | 2     | 6     | Kinley Lhendup       | Bhoutan                   | 1:01.87      |              |
| 63   | 1     | 5     | Abdul Al-Kulaibi     | Oman                      | 1:02.36      |              |
| 64   | 2     | 7     | Elhadj Diallo        | Guinée                    | 1:03.53      |              |
| 65   | 2     | 8     | Aaron Owusu          | Érythrée                  | 1:05.63      |              |
| 66   | 1     | 4     | Yusuf Nasser         | Yémen                     | 1:12.93      |              |
| –    | 4     | 0     | Miloš Milenković     | Monténégro                | Non partants | Non partants |
| –    | 5     | 7     | Yeziel Morales       | Porto Rico                | Non partants | Non partants |
| –    | 7     | 1     | Cameron Gray         | Nouvelle-Zélande          | Non partants | Non partants |
| –    | 7     | 8     | Konstantinos Stamou  | Grèce                     | Non partants | Non partants |
| –    | 8     | 2     | Tomoru Honda         | Japon                     | Non partants | Non partants |

| Rang | Ligne | Nageur        | Pays           | Temps | Commentaire |
| ---- | ----- | ------------- | -------------- | ----- | ----------- |
| 1    | 4     | Matthew Sates | Afrique du Sud | 51.80 | Q           |
| 2    | 5     | Max McCusker  | Irlande        | 52.31 |             |

### Demi-finales
| Rang | Série | Ligne | Nageur              | Pays           | Temps | Commentaire |
| ---- | ----- | ----- | ------------------- | -------------- | ----- | ----------- |
| 1    | 2     | 3     | Diogo Ribeiro       | Portugal       | 51.30 | F           |
| 2    | 2     | 6     | Jakub Majerski      | Pologne        | 51.33 | F           |
| 3    | 2     | 4     | Simon Bucher        | Autriche       | 51.39 | F           |
| 4    | 2     | 7     | Mario Molla         | Espagne        | 51.48 | F           |
| 5    | 1     | 6     | Chad le Clos        | Afrique du Sud | 51.70 | F           |
| 6    | 1     | 2     | Josif Miladinov     | Bulgarie       | 51.72 | F           |
| 7    | 2     | 5     | Nyls Korstanje      | Pays-Bas       | 51.75 | F           |
| 8    | 1     | 3     | Zach Harting        | États-Unis     | 51.78 | F           |
| 9    | 1     | 4     | Katsuhiro Matsumoto | Japon          | 51.85 |             |
| 10   | 1     | 8     | Matthew Sates       | Afrique du Sud | 51.99 |             |
| 11   | 1     | 5     | Adilbek Mussin      | Kazakhstan     | 52.06 |             |
| 12   | 2     | 2     | Finlay Knox         | Canada         | 52.07 |             |
| 13   | 1     | 1     | Matheus Gonche      | Brésil         | 52.12 |             |
| 14   | 2     | 8     | Gianmarco Sansone   | Italie         | 52.15 |             |
| 15   | 2     | 1     | Adrian Jaśkiewicz   | Pologne        | 52.28 |             |
| 16   | 1     | 7     | Shaine Casas        | États-Unis     | 52.75 |             |

### Finale
| Rang               | Ligne | Nageur            | Pays           | Temps   |
| ------------------ | ----- | ----------------- | -------------- | ------- |
| Médaille d'or      | 4     | Diogo Ribeiro     | Portugal       | 51 s 17 |
| Médaille d'argent  | 3     | Simon Bucher      | Autriche       | 51 s 28 |
| Médaille de bronze | 5     | Jakub Majerski    | Pologne        | 51 s 32 |
| 4                  | 1     | Nyls Korstanje    | Pays-Bas       | 51 s 41 |
| 5                  | 2     | Chad le Clos      | Afrique du Sud | 51 s 48 |
| 6                  | 8     | Zach Harting      | États-Unis     | 51 s 68 |
| 7                  | 6     | Mario Molla Yanes | Espagne        | 51 s 72 |
| 8                  | 7     | Josif Miladinov   | Bulgarie       | 51 s 73 |